# Thomas Gage (ca. 1597-1656)
Pour les articles homonymes, voir Gage.
Thomas Gage, né vers 1597 en Irlande et mort en 1656 à la Jamaïque, est un missionnaire anglais.

## Biographie
D'une famille anglaise fortement catholique, son père John Gage mit son épée au service des espagnols et de Charles Ier d'Angleterre. Thomas Gage fait ses études en Espagne chez les Jésuites et, vers 1625 entre dans l'ordre des dominicains sous le nom de Tomás de Santa María. Il est alors missionnaire au Mexique et y prêchera durant douze années auprès des Indiens dont il apprend la langue, avant de quitter l'ordre vers 1642.
De retour en Angleterre, il se convertit au protestantisme. Il se prononce lors de la Guerre civile pour le parti du parlement et reçoit en récompense le rectorat de Deal. Il participe à des procès et persécute les catholiques anglais qu'il connaissait vers 1642 Thomas Holland en 1643 Francis Bell en 1644 Ralph Corby et aussi Peter Wright en 1651.
Il met ses connaissances du monde espagnol et des Amériques au service de son pays en participant à l'expédition de Oliver Cromwell de 1654 commandée par William Penn. L'expédition se révèle bien plus compliquée qu'il ne l'avait présenté dans ses écrits ; il  participe à la capture de la Jamaïque qui devient anglaise en 1655.

## Publications
Il a publié des livres sur son expérience en terre espagnole :
- Histoire de l'Empire mexicain représentée par figures. Relation du Mexique ou de la Nouvelle-Espagne, Paris, Cramoisy, avril 1663 ;
- Nouvelle relation contenant les voyages de Thomas Gage dans la Nouvelle Espagne, ses diverses avantures, et son retour par la province de Nicaragua jusques à la Havane... traduit de l'anglais par le sieur de Beaulieu Huës O'Neil..., À Paris : G. Clouzier, 1676 (sorti en langue originale à Londres en 1648).